# Grand Prix Formule 1 van Barcelona-Catalonië
De Grand Prix van Barcelona-Catalonië is een gepland Formule 1-evenement dat voor het eerst zal plaatsvinden in 2026 op het Circuit de Barcelona-Catalunya in Montmeló. Het is de eerste van twee Grands Prix die in het jaar 2026 in Spanje zullen plaatsvinden. De Grand Prix van Spanje, die op het Circuito de Madring wordt verreden, staat voor later in het jaar op het programma.

## Geschiedenis
Het Circuit de Barcelona-Catalunya zou oorspronkelijk tot 2026 worden gebruikt als locatie voor de Grand Prix van Spanje. De hoofdstad van Spanje, Madrid, werd echter voorgedragen als nieuwe gastheer voor de Formule 1, waarbij de Madring in 2026 zal gaan debuteren als stratencircuit en de naam Grand Prix van Spanje zal krijgen. Als reactie hierop werd het evenement van het circuit in Barcelona in 2026 omgedoopt tot de Grand Prix van Barcelona-Catalunya. Het zal de eerste keer sinds het seizoen 2012 zijn dat Spanje twee Grands Prix organiseert, toen werd op het Valencia Street Circuit de GP van Europa gereden.